# Craig Evers
Craig Evers (8 de juny de 1990) és un ciclista australià. Professional des del 2015, actualment milita a l'equip 7 Eleven-Roadbike.

## Palmarès
- 2015
  - Vencedor d'una etapa al New Zealand Cycle Classic
  - Vencedor d'una etapa al Tour de Borneo